# Ainharp
Ainharp (tiếng Basque: Ainharbe) là một xã ở tỉnh Pyrénées-Atlantiques tây nam nước Pháp.
Xã nằm ở tỉnh cũ Soule.